# Stan Harrison
Stan Harrison (8 december 1953) is een Amerikaanse muzikant (saxofoon, klarinet, fluit, hoorn).

## Biografie
Harrison schreef ook muziek voor de televisie. Hij bracht zijn eerste soloalbum The Ties That Blind uit in 2000 bij zijn eigen platenlabel. In 2007 bracht hij het album The Optimist uit, dat werd geproduceerd door G TOM MAC bij EdgeArtists Records. Hij speelde en nam op met veel prominente artiesten als Bruce Springsteen, Southside Johnny, Diana Ross, Lee Palmer, Little Steven, Serge Gainsbourg, David Bowie, Radiohead, Duran Duran, Jonathan Coulton, Stevie Ray Vaughan, Mick Jagger, Talking Heads, They Might Be Giants, Najma Akhtar, Gary Private en Jewel.

## Discografie
- 2000: The Ties That Blind
- 2007: The Optimist

- International Standard Name Identifier: 0000 0001 3175 2924
- Library of Congress Control Number: n97849943
- MusicBrainz: 7a606d62-de1f-412f-9d5b-57ab4c17b5bc
- Nationale Bibliotheek van Tsjechië: xx0140696
- Virtual International Authority File: 177760061
- WorldCat: E39PBJmDhHqb3rDkBDB43bJ4bd